# Reg Schwager
Reg Schwager (Leiden, 7 mei 1962) is een Canadese jazzgitarist, -componist en -arrangeur. Hij wordt beschouwd als een van de toonaangevende jazzgitaristen in Canada.

## Biografie
Schwager groeide op in Nieuw-Zeeland vanaf 3-jarige leeftijd, vanaf 7-jarige leeftijd in Greater Sudbury (Ontario), waar zijn vader Walter Schwager sociologie doceerde aan de universiteit. Hij kreeg basistraining op de blokfluit en leerde fluit en piano, voordat hij zich concentreerde op de gitaar als het belangrijkste instrument. Op 15-jarige leeftijd speelde hij al concerten in bigbands en combo's en in duo met zijn zus Jeanette.
In twee workshops die Phil Nimmons in 1978 aan de Universiteit van Toronto en in 1979 in het Banff Center (1978) hield, ontmoette Schwager muzikanten als Renee Rosnes, Ralph Bowen, Dave McMurdo, Herbie Spanier en Pat LaBarbera, met wie hij wilde spelen. In hetzelfde jaar verhuisde hij naar Toronto om lid te worden van het lokale circuit. Hij speelde al snel in de band van Peter Appleyard, met wie hij ook op tournee ging. Hij vergezelde ook Pepper Adams, Jon Hendricks, Hank Jones, Jimmy McGriff, Zoot Sims, George Benson, J.R. Monterose, Chet Baker en Oliver Jones. Jarenlang maakte hij deel uit van de band van George Shearing, met wie hij ook albums opnam. In het trio van Mike Murley verving hij Ed Bickert. Hij toerde met Shearing, Diana Krall, Rob McConnell, Emilie-Claire Barlow en vele anderen. Hij is te horen op albums van Junior Mance, Gary Burton en Mel Tormé.
Op zijn album Duets (2011) is hij te horen met de bassisten Pat Collins, Neil Swainson, Don Thompson en Dave Young. Op het album Trio Improvisations (2012) presenteert hij met Michel Lambert trio's met Misha Mengelberg, Kenny Wheeler en Michael Stuart. Schwager schreef talloze jazzcomposities, sommigen van hen werden van tekst voorzien door Jeannette Lambert. Arrangementen van hem zijn door de bigband van Dave McMurdo (waarvan hij lid is) en Mike Murley opgenomen. Hij is getrouwd met celliste Kiki Misumi.

## Prijzen en onderscheidingen
Schwager won tussen 2005 en 2008 de Canadian National Jazz Awards als «Gitarist van het Jaar».

## Discografie
- 1986: Resonance (Justin Time Records)
- 1997: Border Town (Rant)
- 2002: Reg Schwager/Don Thompson Live at Mezzetta (Sackville Records)
- 2014: Reg Schwager/David Restivo Arctic Passage (Rant)

- Bibsys: 6087891
- Bibliothèque nationale de France: cb14225493m (data)
- Gemeinsame Normdatei: 1063009626
- International Standard Name Identifier: 0000 0000 7499 6892
- Library of Congress Control Number: no2002065980
- MusicBrainz: 0fbf5c6d-812d-451e-8a9d-41d970412059
- Virtual International Authority File: 104232397
- WorldCat: E39PBJdh6kDfmP9mMYBpTywjYP